# 唐納利冰川
唐納利冰川（英語：Donnally Glacier）是南極洲的冰川，位於奧次地，屬於邱吉爾山脈的一部分，全長約22公里，流經斯威辛班克山脈北部，最終注入斯塔肖特冰川，現時由南極條約體系管理。